# Золотарьово (Глазовський район)
Золотарьо́во (рос. Золотарёво, удм. Пöжы) — присілок в Глазовському районі Удмуртії, Росія.

## Населення
Населення — 362 особи (2010; 452 в 2002).
Національний склад станом на 2002 рік:
- удмурти — 81 %

## Господарство
В присілку, колишньому центру сільради, розташований краєзнавчий музей «Істоки», організований 1995 року, який на сьогодні є частиною Глазовського районного історико-краєзнавчого музейного комплексу в статусі відділення.

## Урбаноніми[3]
- вулиці — Миру, Молодіжна, Олімпійська, Перемоги, Радянська, Сасеговська, Шкільна